# 芒迪特
芒迪特（法語：Menditte，法語發音：[mɛ̃dit]）是法国大西洋比利牛斯省的一个市镇，位于该省南部，属于奥洛龙-圣玛丽区。

## 地理
芒迪特（43°9'43"N, 0°54'6"W）面积6.33 平方千米，位于法国新阿基坦大区大西洋比利牛斯省，该省份为法国东南部省份，涵盖了贝阿恩与北巴斯克，西临大西洋比斯開灣，北至朗德省，东北接热尔省，东临上比利牛斯省，南与西班牙接壤。
与芒迪特接壤的市镇（或旧市镇、城区）包括：戈坦-利巴朗克斯、伊多芒迪、奥萨斯-叙阿尔、罗基亚格、索吉圣埃蒂安。
芒迪特的时区为UTC+01:00、UTC+02:00（夏令时）。

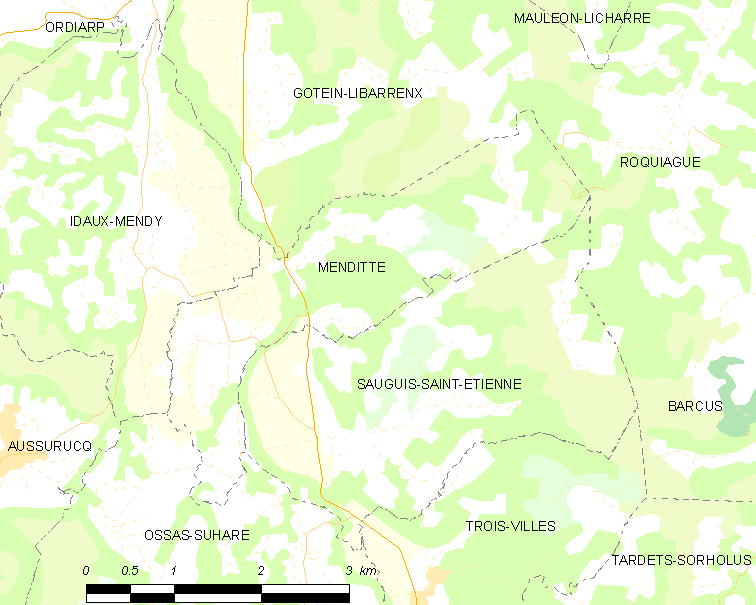
芒迪特的OSM定位图

## 行政
芒迪特的邮政编码为64130，INSEE市镇编码为64378。

## 政治
芒迪特所属的省级选区为巴斯克山地县。

## 人口

1962-2008年间芒迪特人口变化图示

芒迪特于2022年1月1日时的人口数量为207人。